# Wasserfreunde Spandau 04
Le Wasserfreunde Spandau 04 (les « amis de l'eau » en allemand) est un club allemand de natation et de water-polo du quartier de Spandau à Berlin. Dès 1922, le Schwimm-Club Spandau 04 participe à des championnats de water-polo, mais le club uni à celui du Spandauer Wasserfreunde impose son hégémonie en championnat d'Allemagne de l'Ouest, puis de l'Allemagne réunifiée, depuis 1979.

## Historique
Le Schwimm-Club Spandau 04 participe au premier championnat de Berlin et Brandebourg de water-polo en 1922. Alors que plusieurs de ses joueurs participent aux Jeux olympiques dans l'équipe nationale, le meilleur résultat atteint par le club est la troisième place en 1923.
Après la Seconde Guerre mondiale, le Spandau 04 est isolé à Berlin-Ouest et voit plusieurs de ses joueurs passer en Allemagne de l'Ouest.
L'arrivée de l'entraîneur yougoslave Alfred Balen dans les années 1960 et la fusion en 1976 avec le Spandauer Wasserfreunde (créé en 1911) marque la relance de l'équipe poloïste berlinoise. Elle remporte son premier doublé championnat-coupe d'Allemagne de l'Ouest en 1979. En trente-et-une saisons, au terme de la saison 2008-2009, elle a gagné quasiment tous les titres de champion, sauf deux en 1993 et en 2006, ainsi que 26 des 31 coupes d'Allemagne possibles depuis 1979.
Elle transforme cette hégémonie nationale en succès européen à quatre reprises dans les années 1980 en coupes des clubs champions.

## Palmarès masculin de water-polo

### Europe
- supercoupes : 1986 et 1987.
- coupes des clubs champions : 1983, 1986, 1987 et 1989.

### National
Allemagne de l'Ouest, puis Allemagne depuis la saison 1990-1991.
- 36 titres de champion : 1979, 1980, 1981, 1982, 1983, 1984, 1985, 1986, 1987, 1988, 1989, 1990, 1991, 1992, 1994, 1995, 1996, 1997, 1998, 1999, 2000, 2001, 2002, 2003, 2004, 2005, 2007, 2008, 2009, 2010[3], 2011, 2012, 2014, 2015, 2016, 2017.
- 31 coupes : 1979, 1980, 1981, 1982, 1983, 1984, 1985, 1986, 1987, 1990, 1991, 1992, 1994, 1995, 1996, 1997, 1999, 2000, 2001, 2002, 2004, 2005, 2007, 2008, 2009, 2011, 2012, 2014, 2015, 2016.

## Principaux joueurs et entraîneurs
- Hagen Stamm en activité dans les années 1980 et président du club depuis 1994[4].
- Le Hongrois Péter Rusorán entraîne l'équipe première de 1991 à 1997.